# Peonza celta

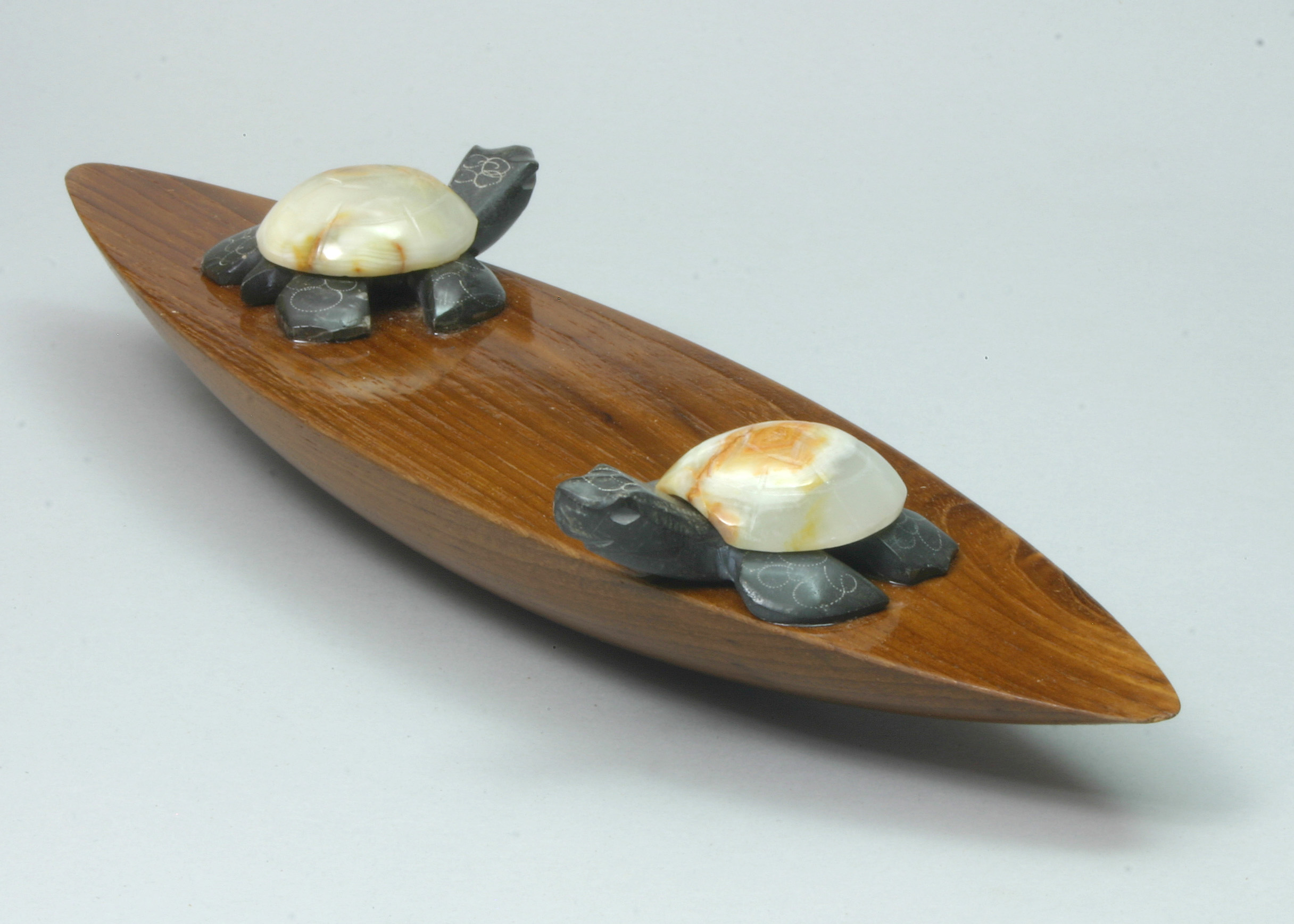
"Celt" de madera

Una peonza o trompo celta, un celt o un anagiro es un utensilio rígido de una pieza y de formas sencillas que gira de una manera peculiar. Generalmente muestra un sentido de giro preferente. Si se hace girar en este sentido sigue girando hasta que se para. Si se hace girar en sentido contrario, al cabo de pocas vueltas para y empieza a girar al revés, en su sentido preferido.
La forma más típica se parece a un semielipsoide.

## Denominaciones
- Rattleback, anagyre, celta, celtic stone, rebellious celt, rattlerock, spin bar, Wobble stone, wobblestone, ... en inglés.
- Keltischer Wackelstein, Keltisches Wacklholtz, Celt, Rattleback en alemán.
- Anagyre en francés.

## Historia
Algunos arqueólogos del siglo XIX que investigaban yacimientos egipcios y celtas encontraron algunas piedras celtas. Estas piedras celtas se clasificaban dentro de un grupo general que los anticuarios llamaban "Celts" en inglés (pronunciadas con "s", Selten, a diferencia de la palabra "Celt" relacionada con la civilización y pueblo celta que se pronuncia "kelt"). Esos utensilios "Celts" indican herramientas y armas de piedra pulida del tipo hachas, azuelas y similares. La mayoría de "celtas" no tienen propiedades celtas.
Las primeras descripciones científicas de las piedras celtas se publicaron en 1890 a cargo de Sir Gilbert Thomas Walker.

## Materiales y dimensiones
Los artefactos celtas son de piedra y de dimensiones variadas.
Las reproducciones modernas de madera suelen tener unos 150 mm de longitud. Las versiones de plástico comercializadas tienen una longitud de unos 95 mm. Alguna versión de plástico alcanza los 300 mm.
Hay Celts especiales de formas y dimensiones muy diferentes, generalmente inferiores a los 300 mm.
Hay dos tipos de celtas:
- De base asimétrica con eje sesgado
- De base simétrica con masas de descompensación en los extremos.

## Aspectos físicos (mecánicos y dinámicos)

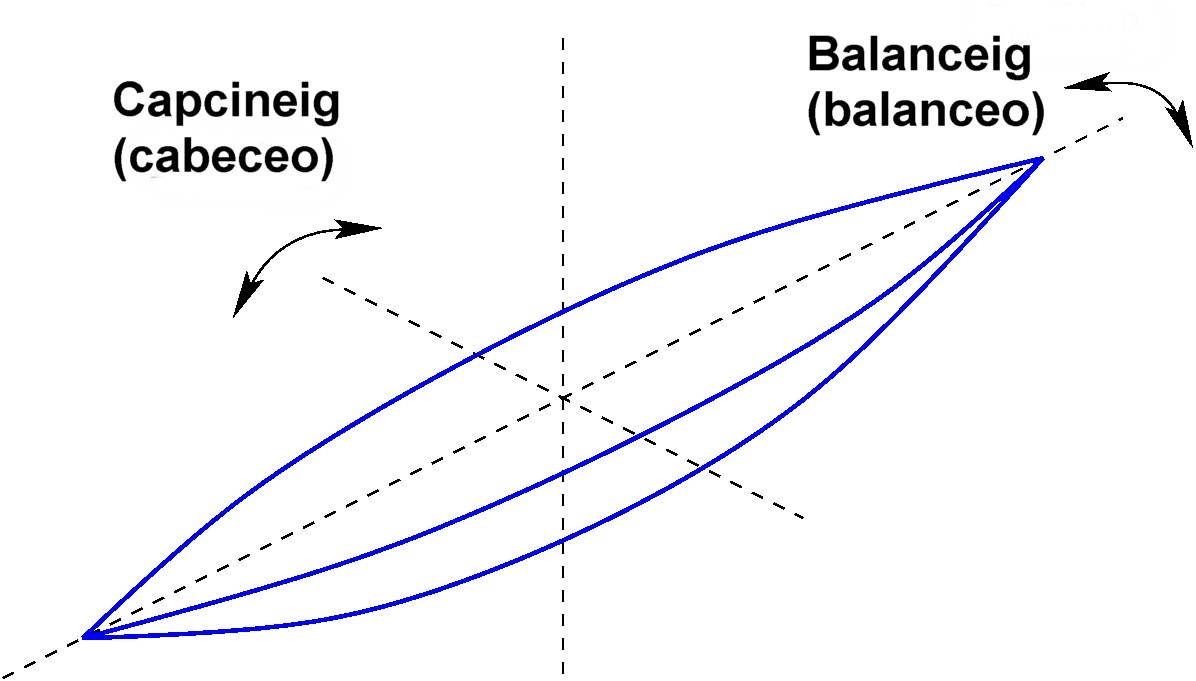
Movimientos de balanceo y cabeceo

El fenómeno de volver a girar en relación con el eje vertical es consecuencia del incremento de inestabilidades en los otros ejes de rotación. En un Celta semielipsoidal tenemos el eje principal de balanceo (eje longitudinal) y el eje secundario de cabeceo (eje transversal), según indica la figura adjunta.
Cualquier asimetría en la distribución de la masa en relación con el plano formado por el eje vertical y el eje transverso horizontal implica un acoplamiento en las inestabilidades mencionadas anteriormente. Una masa excéntrica hará desviar el Celta cuando cabecee, provocando un cierto balanceo al mismo tiempo.
El modo amplificado, el incremento de las inestabilidades indicadas, depende del sentido de giro inicial. Hacia un lado el incremento es muy pequeño y hacia el otro lado el incremento es muy grande.

Esto explica por qué, por culpa del rozamiento, la mayoría de celtas muestran volver a girar sólo cuando se hacen girar en el sentido del cabeceo inestable. Si se hacen girar en el sentido del cabeceo "estable" (también llamado "sentido de inestabilidad moderada") el rozamiento y la amortiguación hacen que el giro general acabe antes de que la inestabilidad de balanceo haya tenido tiempo de desarrollarse.
Algunos Celts tienen un comportamiento "inestable" y una reacción a revolverse en ambos sentidos de giro. De hecho se revuelven de forma repetida varias veces por vuelta.

## Videos
- Video showing an example of a rattleback.
- Video showing an example of a rattleback doing spin Reversal.

## Citas
- Akademio ︠ a ︡ Nauk SSSR., Rossiiskaia Akademio Nauk, American Institute of Physics - 2003 - Visualización de fragmento:

"The rattleback is also called the Celt (Celt Stone). GT Walker noted that such unusual stones had been found by Archaeologists in STUDYING ancient Celtic features. Originally, the Hatchet-shaped stones that exhibido the above-described ..."
- Datos: Q1738399
- Multimedia: Celtic rattlebacks / Q1738399